# Exorista pallidicornis
Exorista pallidicornis är en tvåvingeart som beskrevs av Jacques-Marie-Frangile Bigot 1881. Exorista pallidicornis ingår i släktet Exorista och familjen parasitflugor.
Artens utbredningsområde är Frankrike. Inga underarter finns listade i Catalogue of Life.